# 1807
Évszázadok: 18. század – 19. század – 20. század
Évtizedek: 1750-es évek – 1760-as évek – 1770-es évek – 1780-as évek – 1790-es évek – 1800-as évek – 1810-es évek – 1820-as évek – 1830-as évek – 1840-es évek – 1850-es évek
Évek: 1802 – 1803 – 1804 – 1805 –  1806 – 1807 – 1808 – 1809 – 1810 – 1811 – 1812

## Események

### Határozott dátumú események
- február 7–8. – Az eylaui csata, a harmadik koalícióval vívott napóleoni háború egyik ütközete a kelet-poroszországi Eylau mellett.[1]
- február 16. – Az osztrolenkai csatában Napóleon csapatai legyőzik az orosz birodalmi sereget.[2]
- március 22. – Az Egyesült Királyságban a parlament elfogadja a rabszolgák behozatalát megtiltó törvényt (Slave Trade Act(wd)); a király március 25-én írja alá.[3]
- május 29. – A janicsárok megfosztják hatalmától III. Szelim szultánt, és IV. Musztafát teszik meg az Oszmán Birodalom 30. szultánjává.[4]
- július 7. – A tilsiti békekötéssel Poroszország elveszíti az Elbától nyugatra fekvő területeit, valamint a Lengyelország három felosztása során megszerzett területek nagy részét.[5][6]
- október 9. – Poroszországban felszabadítják a jobbágyokat.[7]

### Határozatlan dátumú események
- február – Napóleon császár megtámadja Oroszországot.
- az év folyamán –
  - Ekkor épül Váralja református temploma. (Ma műemlék épület, vászonra festett mennyezete és karzata egyedülálló Tolna megyében.)
  - A spanyolok és franciák között őrlődő portugál királyi család Brazíliában keres menedéket.[8]

## Az év témái

### 1807 a tudományban
- március 29. – Heinrich Wilhelm Olbers német orvos és csillagász felfedezi a negyedik kisbolygót, a Vestát.

## Születések
- január 6. – Petzval József mérnök-matematikus, egyetemi tanár, feltaláló, az MTA külső tagja a Bécsi Tudományos Akadémia tagja († 1891)
- január 15. – Hermann Burmeister német zoológus és entomológus († 1892)
- január 19. – Robert E. Lee, az Amerikai Egyesült Államok tábornoka († 1870)id. Lendvay Márton Barabás Miklós kőrajzán

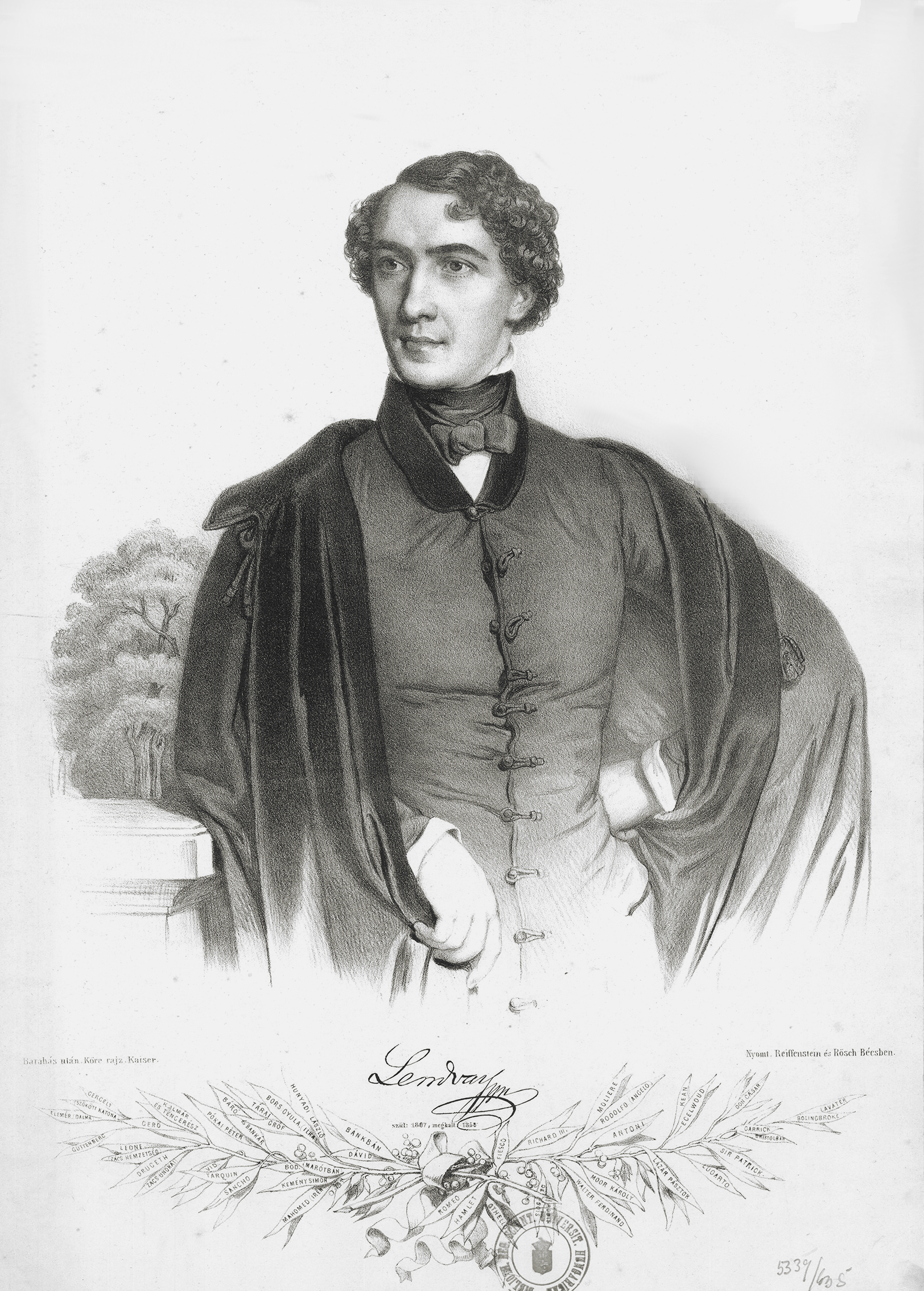
id. Lendvay Márton Barabás Miklós kőrajzán

- február 10. – gróf Batthyány Lajos politikus, első miniszterelnökünk († 1849)
- február 15. – Stevan Petrović Knićanin szerb tábornok, hadügyminiszter († 1855)
- május 22. – Brocky Károly festő († 1855)
- június 4. – Batthyány Kázmér politikus, miniszter († 1854)
- július 4. – Giuseppe Garibaldi itáliai hazafi († 1882)
- július 7. – Fényes Elek statisztikai és földrajzi író, a Magyar Tudományos Akadémia tagja († 1876)
- július 9. – Császár Ferenc jogász, benedek-rendi szerzetes, az MTA tagja († 1858)
- szeptember 7. – Lenkey János honvéd tábornok († 1850)
- szeptember 11. – Csery József, a budapesti egyetem könyvtárának őre és Zólyom megye táblabirája, költő († 1866)
- október 3. – Baldacci Manó honvéd tábornok († 1852)
- október 26. – Bujanovics Gyula hivatalnok († ?)
- november 11. – idősebb Lendvay Márton énekes-színész, rendező († 1858)

## Halálozások
- február 5. – Pasquale Paoli, korzikai szabadsághős (* 1725)
- április 1. – Révai Miklós, nyelvész (* 1750)
- április 4. – Joseph Jérôme Lefrançais de Lalande, francia csillagász (* 1732)
- május 7. – Szathmáry Király Pál, testőrtiszt, mérnök, festőművész (* 1726)
- október 11. – Jurij Japelj, a szlovén katolikus Biblia fordítója (* 1744)
- november 5. – Angelika Kauffmann, svájci-osztrák klasszicista festőnő (* 1741)
- november 14. – Bielek László, magyar piarista rendi pap, tanár (* 1744)
- november 18. – Bruckenthal Péter Károly, magyar hivatalnok (* 1753)
- december 19. – Friedrich Melchior Grimm, német születésű francia író, enciklopédista (* 1723)